# Un angolo di cielo
Un angolo di cielo (East Side of Heaven) è un film del 1939 diretto da David Butler.
Si tratta di una commedia musicale.